# Liste der Einträge im National Register of Historic Places im DeKalb County (Missouri)

Lage des DeKalb County in Missouri

Die Liste der Einträge im National Register of Historic Places im DeKalb County in Missouri führt die Bauwerke und historischen Stätten im DeKalb County auf, die in das National Register of Historic Places aufgenommen wurden.
| [ 3 ] | Name                     | Bild                     | Eintragsdatum        | Lage                                                    | Ort           | Beschreibung |
| ----- | ------------------------ | ------------------------ | -------------------- | ------------------------------------------------------- | ------------- | ------------ |
| 1     | Dalton-Uphoff House      |                          | 1982 ID-Nr. 82004634 | Nördlich von Stewartsville 39° 51′ 12″ N, 94° 29′ 58″ W | Stewartsville |              |
| 2     | DeKalb County Courthouse | DeKalb County Courthouse | 1998 ID-Nr. 98000068 | 109 West Main Street 39° 53′ 24″ N, 94° 21′ 35″ W       | Maysville     |              |
| 3     | Absolom Riggs House      |                          | 1982 ID-Nr. 82004635 | SR 1 39° 55′ 32″ N, 94° 15′ 12″ W                       | Weatherby     |              |